# Zee Cine Award/Beste Story
Der Zee Cine Award Best Story ist eine Kategorie des indischen Filmpreises Zee Cine Award.
Der Zee Cine Award Best Story wird von der Jury gewählt. Der Gewinner wird in der Verleihung bekanntgegeben. Die Verleihung findet jedes Jahr im März statt.
Liste der Gewinner:
| Jahr | Gewinner                                              | Film                     | Deutscher Titel                        |
| ---- | ----------------------------------------------------- | ------------------------ | -------------------------------------- |
| 1998 | Jyoti Prakash Dutta                                   | Border                   | —                                      |
| 1999 | Karan Johar                                           | Kuch Kuch Hota Hai       | Und ganz plötzlich ist es Liebe …      |
| 2000 | Sanjay Leela Bhansali und Pratap Karvat               | Hum Dil De Chuke Sanam   | Ich gab Dir mein Herz, Geliebter       |
| 2001 | Rakesh Roshan                                         | Kaho Naa... Pyaar Hai    | Liebe aus heiterem Himmel              |
| 2002 | Ashutosh Gowariker                                    | Lagaan                   | Lagaan – Es war einmal in Indien       |
| 2003 | Jaideep Sahni                                         | Company                  | Company – Das Gesetz der Macht         |
| 2004 | Amrita Pritam                                         | Pinjar                   | —                                      |
| 2005 | Ashutosh Gowariker und M. G. Sathya                   | Swades                   | Swades – Heimat                        |
| 2006 | Sudhir Mishra, Ruchi Narain und Shivkumar Subramaniam | Hazaaron Khwaishein Aisi |                                        |
| 2007 | Rajkumar Hirani und Abhijat Joshi                     | Lage Raho Munna Bhai     | —                                      |
| 2008 | Amol Gupte                                            | Taare Zameen Par         | Taare Zameen Par – Ein Stern auf Erden |
| 2009 | keine Verleihung                                      |                          |                                        |
| 2010 | keine Verleihung                                      |                          |                                        |
| 2011 | Karan Johar und Shibani Bathija                       | My Name is Khan          | My Name is Khan                        |
| 2012 | Zoya Akhtar und Reema Kagti                           | Zindagi Na Milegi Dobara | Man lebt nur einmal                    |
| 2013 | Sujoy Ghosh und Advaita Kala                          | Kahaani                  | —                                      |
| 2014 | Chetan Bhagat                                         | Kai Po Che!              | —                                      |